# 西南交通大学
西南交通大学（中：Xīnán Jiāotōng Dàxué、英：Southwest Jiaotong University, SWJTU，略称：交大、西南交大）は中華人民共和国四川省成都市に位置する国立大学。

## 概要
1896年設立の「山海関北洋鉄道官学堂」が前身。1950年に「北方交通大学唐山工学院」、1952年に「唐山鉄道学院」に改称。1964年に四川省へ移転。1 972年に現在の「西南交通大学」に改称。
現代中国における最初の高等教育機関の1つ。教育部直属で中国鉄道総公司（元の鉄道部）と四川省、成都市が共管する重点大学。中国の主要な交通大学のうちの1校で、軌道交通を中心とした土木工学、交通工学、冶金工学などの工学系のほか多くの学科がバランスよく揃った総合大学である。とくに土木工学、機械工学、電気工学、計算機応用工学、通信工学、交通工学、材料工学、建築学及び管理学等の学科分野で高い評価を得ている。
民国時代は「東方のコーネル」と評判され、中国の近代的な交通業、鉱業、冶金業と土木工学の教育は始まった学校である。
2000年、南西交通大学は学部の教育が優れた16所大学の一つに評価された。 1つ国立研究所、6つ国立重要ラボラトリを所有している。交通科学が中国で1位にランクされ、車両工学は吉林大学と共に第1位となった。
教育部直属で中国鉄道総公司（元の鉄道部）と四川省、成都市が共管する重点大学。中国の主要な交通大学のうちの1校で、軌道交通を中心とした土木工学、交通工学、冶金工学などの工学系のほか多くの学科がバランスよく揃った総合大学である。とくに土木工学、機械工学、電気工学、計算機応用工学、通信工学、交通工学、材料、建築及び管理学等の学科分野で高い評価を得ている。
中華人民共和国の教育部により国家重点大学に指定され、また「211工程」にも入っている。

## 有名人
- 中国鉄道の父 詹天佑
- 建築家 荘俊
- アメリカ国立科学アカデミー院士 林同炎 林同驊 茅以升
- 中央研究院 劉大中 林同炎 林同驊 茅以升 竺可楨 銭崇澍 呉稚暉
- 吴宇恒 俳優・歌手

- 第三世界科学院院士 張維 厳東生
- イギリスローヤル建築学院院士 黄匡源 林炳賢
- イギリスローヤル土木工程学院Fellow 徐恭義
- IEEE Fellow 范平志
- 中国科学院院士（40人）
- 中国工程院院士（20人）
- 中国工程設計大師（6人）

## 日本における協定校
- 福島大学
- 筑波大学
- 明治大学
- 県立広島大学

部局間協定
- 富山大学 経済学部・大学院経済学研究科と交通運輸与物流学院
- 富山大学 工学部と牽引動力国家重点実験室